# 朝查站
朝查站是位于内蒙古自治区根河市朝查村的一个铁路车站，邮政编码22350。车站建于1957年，有牙林铁路经过该站，现不办理客货运业务。车站距离牙克石272公里，隶属哈尔滨铁路局，是五等站。